# Fredro Hrabia
Fredro – polski herb hrabiowski, odmiana herbu Bończa nadany w zaborze austriackim.

## Opis herbu
Opis stworzony zgodnie z klasycznymi zasadami blazonowania:
Tarcza dzielona w krzyż z tarczą sercową. W polu I, błękitnym, jednorożec srebrny z rogiem złotym i językiem czerwonym, wspięty; w polu II, srebrnym, mur czerwony o trzech blankach; w polu III, błękitnym, między rogami półksiężyca złotego, nad którymi po jednej takiejż gwieździe, strzała naturalna o czerwonym upierzeniu i grocie srebrnym; w polu IV, czerwonym, ostrzew naturalna o trzech sękach z prawej i dwóch z lewej, weń wbity miecz srebrny; w polu V, złotym, panna w takiejż szacie i koronie, na niedźwiedziu brązowym. Nad tarczą korona hrabiowska. Nad nią pięć hełmów z klejnotami: klejnot I: pół jednorożca srebrnego z rogiem złotym i językiem czerwonym, wspiętego; klejnot II: chorągiew czerwona z grotem srebrnym w skos; klejnot III: ogon pawi, przeszyty strzałą w lewo, jak w godle; klejnot IV: między skrzydłami orlimi ostrzew z mieczem jak w godle; klejnot V: między rogami jelenimi z pięcioma rosochami na zewnątrz i czterema wewnątrz pół niedźwiedzia naturalnego z różą w łapie. Labry: na hełmie I błękitne, podbite srebrem; na hełmie II czerwone, podbite srebrem; na hełmie III błękitne, podbite złotem; na hełmie IV czerwone, podbite srebrem; na hełmie V błękitne, podbite złotem. Trzymacze: dwaj rycerze wsparci na tarczach owalnych, z piórami czerwonymi na hełmach z otwartymi przyłbicami i szablami przy boku, stojący na postumencie w kształcie płata murawy zielonej.

## Najwcześniejsze wzmianki
Nadany w Galicji z tytułem hrabiowskim 23 lipca 1783 Jackowi Fredrze. Podstawą nadania był udział w pracach Sejmu i deputacji do cesarza, patent z 1775, przeprowadzona legitymacja szlachectwa oraz przedstawiona genealogia.

## Symbolika
Herb, którego projekt przygotował sam zainteresowany nie jest typowym herbem genealogicznym, ponieważ zawiera nie tylko herby przodków, ale też żony. Jego ojciec, Józef Benedykt używał herbu Bończa (pole sercowe). Jego babka ojczysta, Barbara Konopacka, używała herbu Odwaga (pole II). Jego babka macierzysta, Elżbieta Dubrawska, była herbu Sas (pole III). Jego matka, Teresa Urbańska, używała herbu Nieczuja (pole IV). Jego żona pochodziła z rodu Dembińskich herbu Rawicz (pole V).

## Herbowni
Jedna rodzina herbownych:
graf von Fredro.